# Phyllonorycter baldensis
Phyllonorycter baldensis là một loài bướm đêm thuộc họ Gracillariidae. Nó được tìm thấy ở miền bắc Ý.